# Antonio del Rosal Rico
Antonio del Rosal Rico (Córdoba, 1891-Palma de Mallorca, 26 de octubre de 1968) fue un noble y militar español.    

## Biografía
General de Brigada de Artillería español y con el título del Marquesado de Sales, título creado por el rey Carlos III en cabeza de don José García de Miranda y Vázquez de Mondragón, rehabilitado por el que nos ocupa en el año 1927. Alcanzó el grado de General durante la guerra civil española de 1936, sirviendo al Ejército Nacional como ayudante del General Varela, en el Ejército del Centro.
Nacido en Córdoba en 1891, hijo de D. Antonio del Rosal Vázquez de Mondragón y de Dª Dolores Rico Fuensalida.
Hermano y enemigo del general Francisco del Rosal Rico que luchó en el bando Republicano al mando de la famosa columna miliciana “Columna del Rosal”.
Fundó y presidió hasta su muerte la fundación "Rosal", para la asistencia a viudas y huérfanos de militares dotada en la época de cinco millones de pesetas y la "Asociación Española de Amigos de los Castillos", falleciendo en Palma de Mallorca el 26 de octubre de 1968 debido a un infarto de miocardio en el Hospital Militar y su cuerpo fue trasladado a Madrid. Casó en Don Benito (Badajoz) con doña María Luisa Granda y Torres-Cabrera, de cuyo matrimonio nacieron: Mª Luisa, Antonio, Mª del Pilar y Pedro Luis del Rosal y Granda. 
Tiene una placa en la calle Los Madrazo, 28 de Madrid donde se lee "En memoria de Don Antonio del Rosal y Rico, Marqués de Sales que tanto hizo por los Castillos españoles desde su Asociación de Amigos 1891-1968."
Don José García de Miranda Vázquez de Mondragón y su esposa, marqueses de Sales, reflejan su actividad notarial en el escribano Francisco Gregorio Gómez Ortega en el Archivo Histórico de Protocolos de Madrid, Protocolos 20752-20756, donde se refleja tanto el testamento de ambos como su propiedad en el distrito de Hortaleza, una casa principal con edificios adyacentes, cochera, jardines y alquilada a Alexo Rojo/Roxo Tamariz, Director de la Real Imprenta y Comisario Honorario de Guerra de los Reales Ejércitos, que luego compraría el conde de Torrepilares y que hoy se conoce como Quinta de los Paules.